# St. Ursula (Kalscheuren)

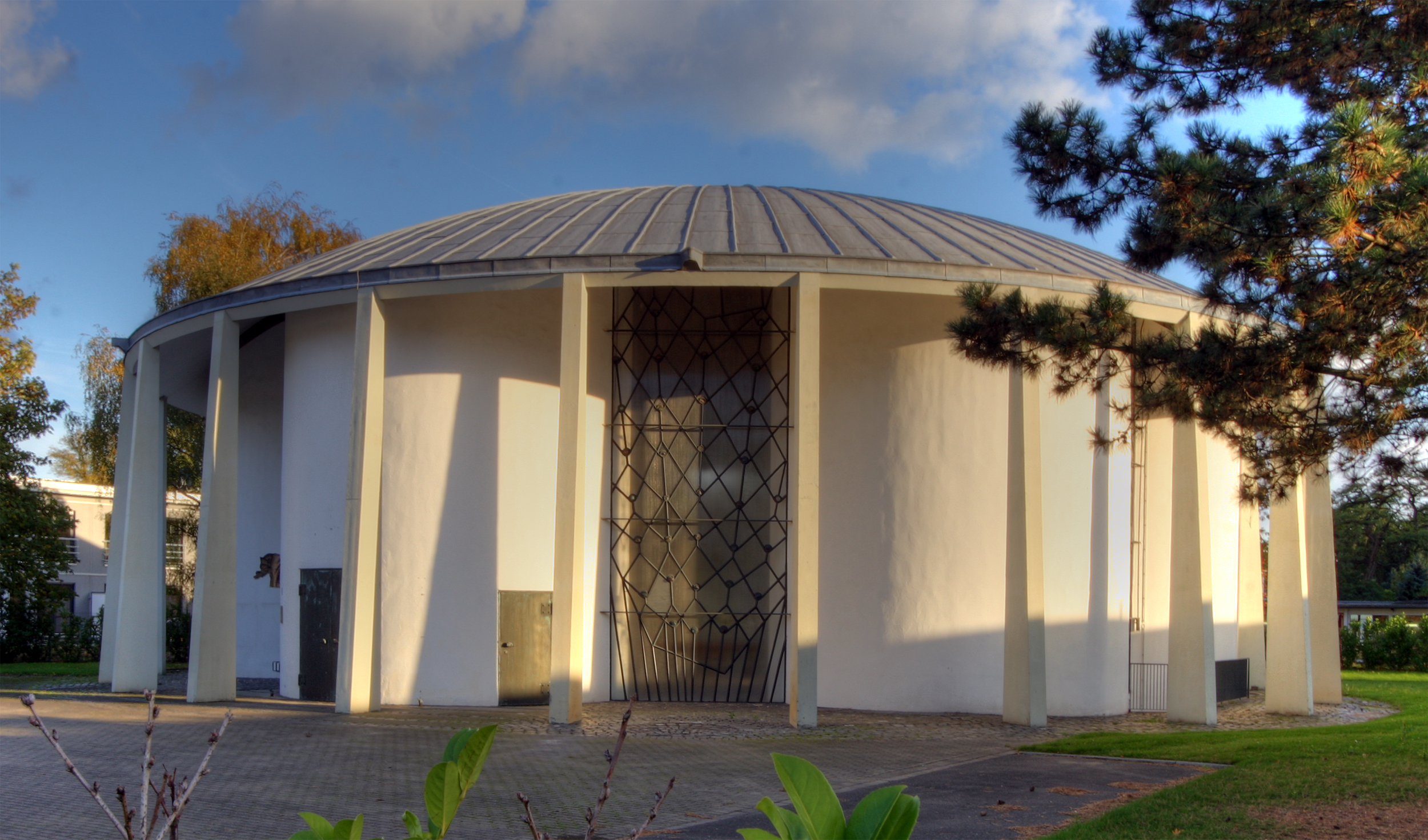
Außenansicht (2009)

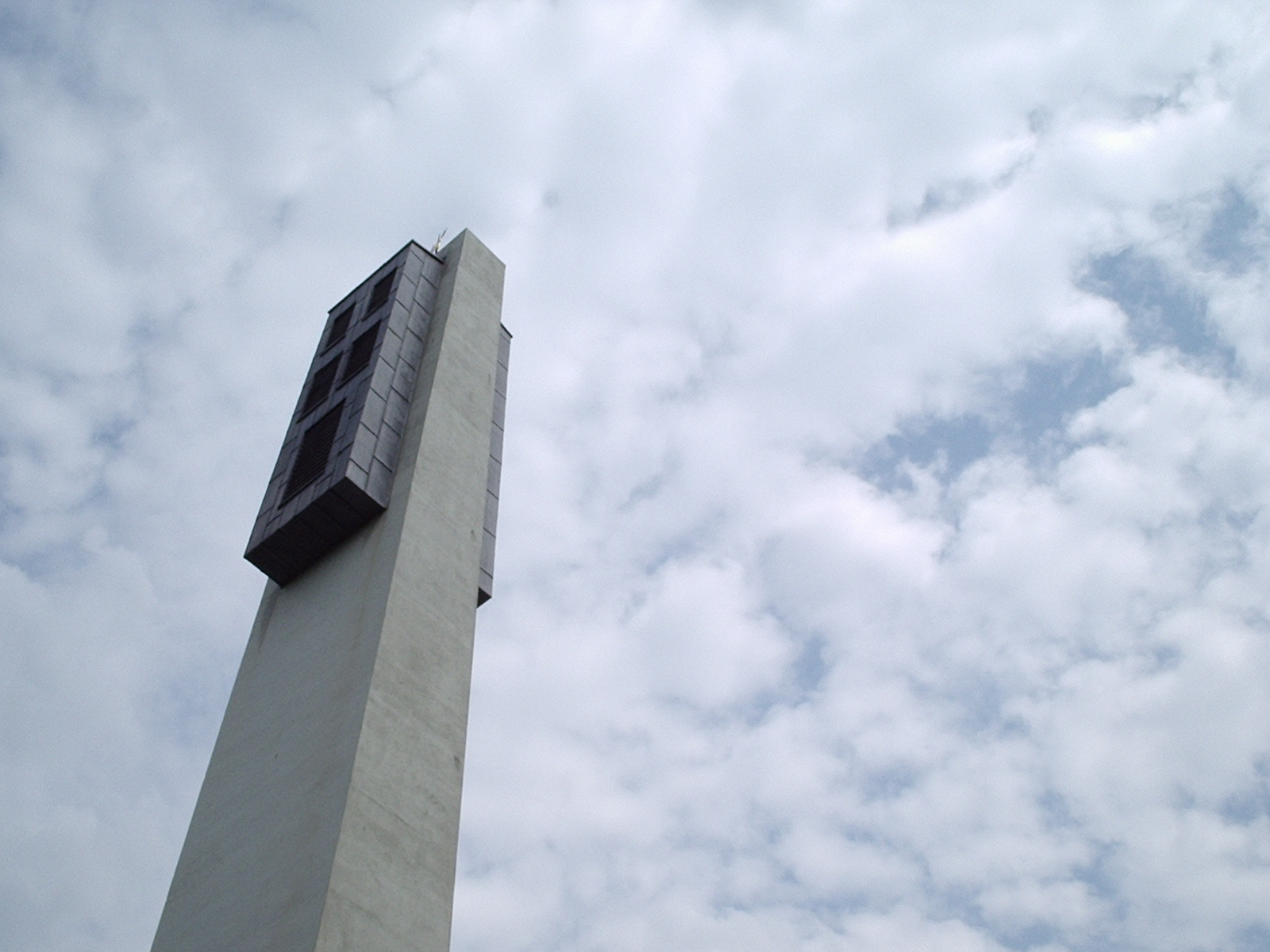
Campanile

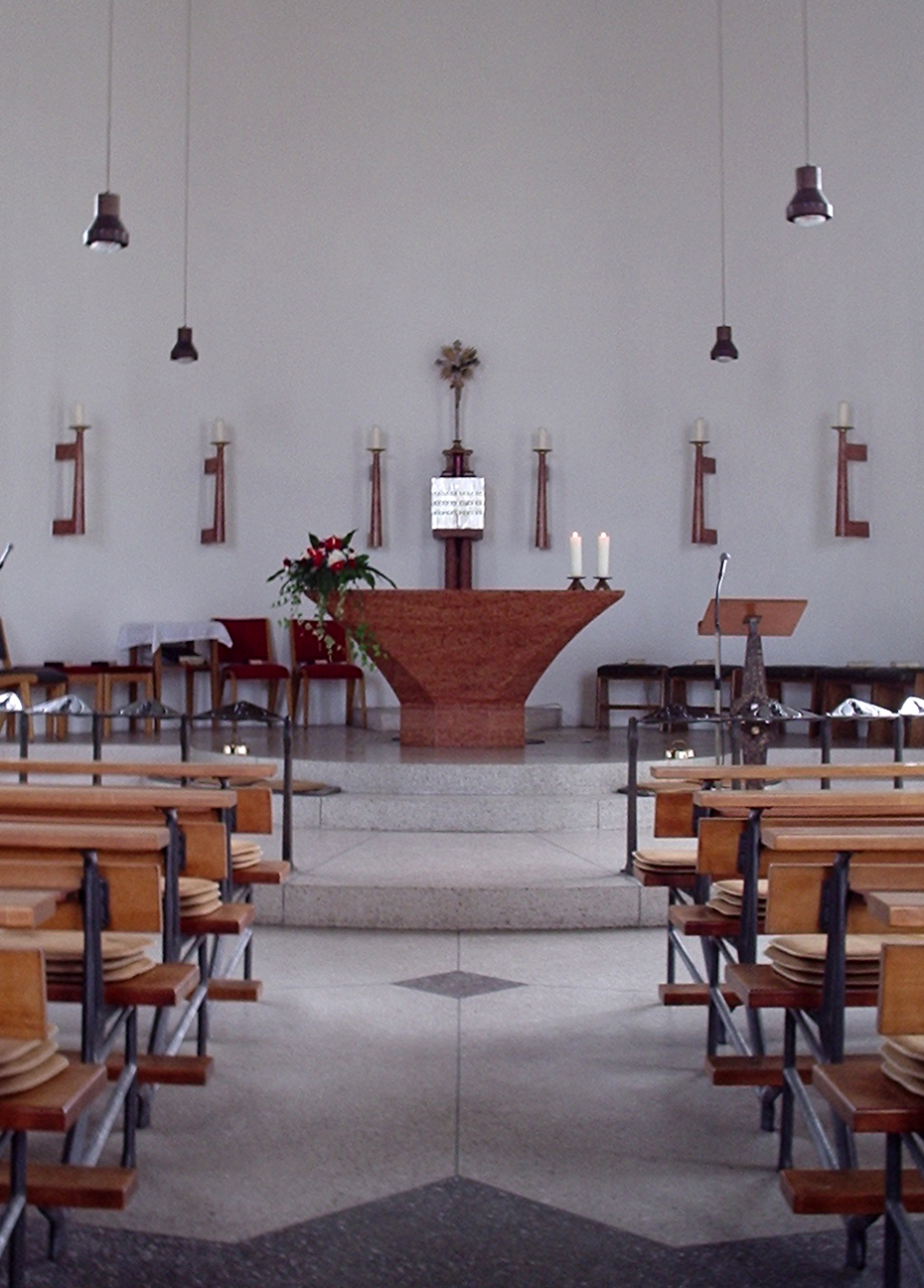
Altar (2006)

Die ehemalige Pfarrkirche Sankt Ursula ist ein denkmalgeschützter Bau in Hürth-Kalscheuren in Nordrhein-Westfalen im Erzbistum Köln, der im Juni 2006 profaniert und an einen Bauunternehmer verkauft wurde. Um St. Ursula herum entstand das Wohnviertel Carrée Campanile; der Kirchenbau selbst wurde im Herbst 2010 an die Jablonka Galerie weiterverkauft, die ihn als Ausstellungsraum nutzt. Der Bau wird im Einvernehmen mit dem Architekten nun Böhm Chapel heißen.

## Entstehung
1952 wurde Franz Groner mit der seelsorgerischen Leitung von Kalscheuren beauftragt. Im gleichen Jahr erwarb er von den Kölner-Holzbau-Werken ein Grundstück, um dort ein Gemeindezentrum entstehen zu lassen.

## Kurze Baubeschreibung

### Außenansicht
In den Jahren 1954–1956 schuf der Kölner Architekt und Pritzker-Preisträger Gottfried Böhm nach Vorentwürfen seines Vaters, Dominikus Böhm, die Zentralbaukirche mit sechs Konchen unter einem von schlanken, vorgestellten Pfeilern getragenen Kuppeldach. Die Konchen sind durch hohe Fenster mit netzförmigen Strukturen verbunden. Die Fenster symbolisieren das Menschenfischernetz.

### Campanile
Neben der Kirche ragt ein schlanker Campanile empor. Er trug fünf Glocken in der Schlagtonfolge h1–d2–e2–g2–a2; sie wurden 1958 von Wolfgang Hausen-Mabilon gegossen. Am 25. Mai 2006 um 19:40 Uhr läuteten zum letzten Mal alle Glocken. Anschließend wurde das Glockengeläut an die katholische Kirchengemeinde St. Marien in Elmshorn verkauft. Dort läutet es seit Ostern 2009. Die Jablonka Galerie hat ein neues sechsstimmiges Glockenspiel bei der österreichischen Glockengießerei Grassmayr in Auftrag gegeben. Dieses wurde im November 2010 eingeweiht.

### Ursprüngliche Innenausstattung
Im Inneren des Gotteshauses waren in den Konchen symbolhaft die Sakramente Taufe, Beichte, Ehe, Krankensalbung, Priesterweihe und Eucharistie (Altar) dargestellt. In der Mitte des Raumes schwebte über dem Grundstein, einem Mühlstein aus der Region, die Firmung darstellend, eine Taube als Symbol für den Heiligen Geist mit dem Ewigen Licht.
Die Taube, der Taufsteindeckel, die Plastik „Christus am Ölberg“ am Behältnis für die Krankenöle und die bronzene Kommunionsbank mit Darstellung der Zwölf Apostel stammen von Elmar Hillebrand. Altartisch, Marienaltar, Taufbecken, Beichtstuhl und die Stele zur Aufbewahrung der heiligen Öle sind nach Plänen von Gottfried Böhm in einheitlichem Stil aus italienischem Marmor gearbeitet. Die Marienstatue eines unbekannten Künstlers stammt aus dem Jahre 1725. Der moderne Kreuzweg wurde von Egino Weinert geschaffen. Das lebensgroße Engelspaar, das eine Silbermonstranz mit einer Kreuzreliquie trägt, gestaltete der Bildhauer Witte 1960.

## Bedeutung
Architekten und Bauherr nahmen bei dieser Rundkirche die Ergebnisse des zweiten Vatikanischen Konzils vorweg. Sie sei, so die ehemalige Kölner Stadtkonservatorin und Professorin der Kunstgeschichte an der Universität Bonn, Hiltrud Kier, von ihrer kirchlichen Bedeutung her mit der romanischen Kölner Kirche St. Maria im Kapitol zu vergleichen.
Das Bauwerk wurde im März 1993 aufgrund seiner „künstlerischen, architekturgeschichtlichen wie auch städtebaulichen Akzente“ mit seinem äußeren Erscheinungsbild sowie mit seiner Innenausstattung unter Denkmalschutz gestellt. Ihm wird eine besondere architekturgeschichtliche Bedeutung für das gesamte Rheinland zugesprochen.

## Profanierung und Umnutzung

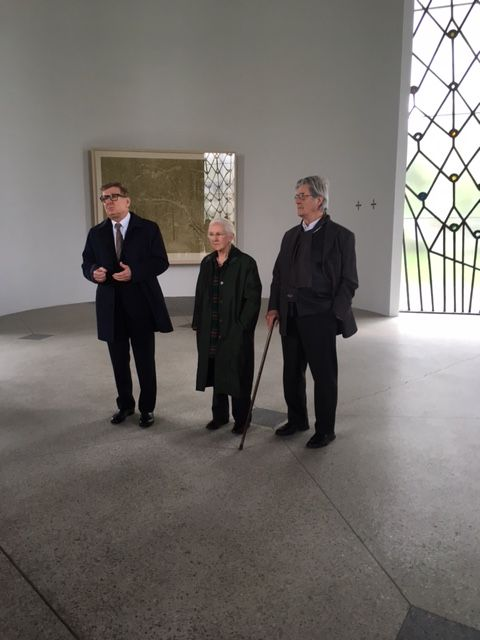
Rafael Jablonka (links) mit Franz Gertsch in der Böhm Chapel

Im Jahre 2002 wurde die Kirchengemeinde St. Ursula mit den Pfarrgemeinden St. Severin und St. Joseph zu der neuen Pfarrgemeinde „Zu den Heiligen Severin, Joseph und Ursula“ zusammengefasst. Die Pfarrkirche wurde am 29. Juni 2006, ihrem 50. Weihetag, infolge des Sparkonzeptes „Zukunft heute“ des Erzbistums Köln profaniert und anschließend an die Bernd Reiter Gruppe verkauft.
Der Rheinische Verein für Denkmalpflege und Landschaftsschutz hat die Kirche am 14. März 2006 zum „Denkmal des Monats“ erklärt. Der Architekturhistoriker Helmut Fußbroich bezeichnete die Kirche bei diesem Anlass als eine der „schönsten Kirchen, die nach 1945 gebaut wurden, nicht nur in Kalscheuren oder in Köln, sondern in ganz Deutschland“.
Kurz vor der Profanierung gründete sich der „Kirch- und Denkmalschutzverein St. Ursula Kalscheuren“, der die Kirche zu liturgischen Zwecken erhalten wollte, was jedoch nicht gelang. Nach dem Abschiedsgottesdienst am 25. Mai 2006 mit rund 350 Besuchern wurde die Kirche am 29. Juni 2006 vom stellvertretenden Generalvikar Hans-Josef Radermacher profaniert.
Altar und Taufbecken wurden wie weitere Gegenstände aus dem ehemaligen Kirchenraum entfernt und nach St. Severin verbracht.

## Vorgängerbau
1925 erwarb die Kirchengemeinde Kendenich eine Notschule, die 1920 erbaut wurde. Sie wurde im selben Jahr vom 'Sankt-Ursula-Kirchbauverein' zu einer Kirche umgebaut und am 13. September 1925 durch den Dechant Lippolt auf den Namen der Heiligen Ursula geweiht. 1943 musste die Kirche in Folge eines Kurzschlusses und folgendem Brandschaden restauriert werden.

## Böhm Chapel – Nutzung als Galerie
Die aktuellen Eigentümer, Rafael und Teresa Jablonka, legen Wert darauf, dass das Gebäude nunmehr keine Kirche mehr sei, gelegentliche Andachten – wie ursprünglich angefragt – werde es deshalb nicht geben. Alle kultischen Gegenstände wurden entfernt, auch das Altarpodest und die Empore wurden abgebaut. Im Turm wurden wieder neue Glocken gehängt. Das unmittelbare Umfeld des Gebäudes wurde neu wieder symmetrisch gestaltet.
Zur Eröffnung der Böhm Chapel erschienen im November 2010 zahlreiche Gäste, darunter Gottfried Böhm. In der von Piet Blanckaert neu gestalteten Gartenanlage wurde das sechsstimmige Glockenspiel aus der österreichischen Glockengießerei Grassmayr im Campanile mit einem Stück aus den „Metamorphoses“ des amerikanischen Komponisten Philip Glass eingeweiht. Es sind etwa zwei Ausstellungen pro Jahr geplant. Die erste mit Bildern von Terry Winters wurde im November 2010 eröffnet. Es folgten Einzelausstellungen mit Sherrie Levine Eric Fischl, Philip Taaffe, David LaChapelle, Norbert Tadeusz, Matt Mullican Ulrich Rückriem, Franz Gertsch, William Tucker, Michael Heizer, Thomas Schütte und Julian Schnabel.